# Edward Long
Edward Long (23 août 1734 - 13 mars 1813) est un administrateur colonial britannique d'origine anglaise et historien, et auteur d'un ouvrage controversé, The History of Jamaica (1774). Il est un défenseur polémique de l'esclavage.

## Biographie
Long est le quatrième fils de Samuel Long (1700-1757) de Longville, Jamaïque, fils de Charles Long et de son épouse Mary Tate, née le 23 août 1734 à St Blazey, en Cornouailles ,. Son arrière-grand-père, Samuel Long, est arrivé sur l'île en 1655 en tant que lieutenant dans l'armée de conquête anglaise, et la famille s'est imposée comme faisant partie de l'élite des planteurs gouvernants de l'île . Sa sœur, Catherine Maria Long, épouse Sir Henry Moore, 1er baronnet (gouverneur de la Jamaïque), et Long, en Jamaïque à partir de 1757, devient son secrétaire particulier ,.
En 1752, Long devient étudiant en droit à Gray's Inn et, de 1757 à 1769, il réside en Jamaïque. Au cours de cette période, il explore l'intérieur de la grotte de Riverhead, des grottes de Runaway Bay et de la grotte verte . Il est juge à la cour de vice-amirauté locale et brièvement président de l'Assemblée, élu le 13 septembre 1768 .
Long est un membre influent et riche de la société britannique, ainsi qu'un planteur et propriétaire d'esclaves jamaïcain établi. Il s'installe définitivement en Angleterre, en 1769, pour des raisons de santé .
Il meurt en 1813. C'est un polygéniste qui prétendait que la race blanche est une espèce différente de la race noire .

## Histoire de la Jamaïque
L' Histoire de la Jamaïque de Long, publiée pour la première fois en 1774 en trois volumes mais de nouveau dans les années 1970, est son œuvre la plus connue. Ce livre donne un compte rendu politique, social et économique avec un aperçu de l'île, paroisse par paroisse de 1665 à 1774 . C'est un livre complet, mais il contient certaines des descriptions les plus virulentes des Jamaïcains et des Africains en général. Le livre contient une description raciste des esclaves noirs américains au siècle des Lumières. De la même manière que ses contemporains, la description de la race par Long en parle comme d'un "état naturel" par rapport à la période romantique .

## Famille
En 1758, Long épouse Mary, fille de Thomas Beckford qui est le frère de Peter Beckford le jeune et veuve de John Palmer de 'Springvale' en Jamaïque. Ils ont trois fils et trois filles, :
- Edward Beeston, qui épouse Mary, fille du député John Thomlinson [12]
- Catherine, qui épouse Richard Dawkins, fils de Henry Dawkins, député de Standlynch [13]
- Charlotte, qui épouse en 1791 Sir George Pocock, 1er baronnet, député [14]
- Elizabeth, qui épouse en 1801 le député Henry Howard-Molyneux-Howard [15]

Après la naissance de leur quatrième enfant en 1769, la famille retourne en Angleterre. Des jumeaux sont nés en 1771 à Chichester :
- l'aîné, Robert Ballard Long
- Charles Beckford, qui épouse Frances Monro Tucker, et sont les parents de Charles Edward Long (en)

Edward Long est décédé à Arundel Park, dans le Sussex, siège de son gendre Henry.